# Pietro II di Rohan Gié
Pietro II di Rohan Gié (... – Pavia, 1525) è stato un nobile francese, signore di Frontenay.

## Biografia
Appartenente alla casata di Rohan, era figlio del maresciallo Pierre de Rohan-Gié (1471-1513). Nel 1499, dopo che i francesi tolsero agli Sforza il dominio su Parma, il re Luigi XII gli fece dono del feudo di Felino, che cedette nel 1502 ai Pallavicino.
Nel 1515 sposò la viscontessa Anna di Rohan, e seguì da quell'anno le fortune di Francesco I di Francia.
Rimase ucciso nella Battaglia di Pavia del 1525.